# Kemble Pianos
Der Klavierhersteller Kemble Pianos wurde im Jahre 1911 von Michael Kemble in Stoke Newington nördlich von London gegründet.
Nach der Übernahme des väterlichen Erbes verlagerte der Sohn des Gründers die Klavier-Produktion nach Bletchley bei Milton Keynes.
Kemble begann 1968 mit dem japanischen Musikinstrumente-Hersteller Yamaha zu kooperieren. 2009 wurde die Fertigung von Kemble-Klavieren ganz nach Asien verlagert und die europäische Fertigung geschlossen.
Kemble ist heute eine Marke der Firma Yamaha mit preiswerten Instrumenten aus China-basierter Fertigung.